# Bremenhof (Mitteleschenbach)
Bremenhof (fränkisch: Brämahuf) ist ein Gemeindeteil von Mitteleschenbach im Landkreis Ansbach (Mittelfranken, Bayern). Bremenhof liegt in der Gemarkung Mitteleschenbach.

## Geografie
Südlich des Weilers erhebt sich der Geiersberg. Im Südwesten grenzt der Haundorfer Wald an. Durch den Ort verläuft eine Gemeindeverbindungsstraße, die bei Obererlbach in die Bundesstraße 466 mündet (0,7 km östlich) bzw. nach Winkelhaid zur Kreisstraße AN 59 führt (1,1 km nördlich).

## Geschichte
Der Ort wurde im Eichstätter Salbuch aus dem Jahr 1300 als „Premendorf“ erstmals namentlich erwähnt. Das Bestimmungswort des Ortsnamens ist der Übername Brem(e), womit ein lästiger (mhd. „brëm“ = Bremse, Stechfliege) oder brummiger Mensch (ahd. brëman: brummen) bezeichnet wurde. Der Gründer dieser Siedlung muss diese Eigenschaften gehabt haben. Der Ort gehörte zu den Gütern der Burg Wernfels und bestand damals aus sechs Lehen und einer Hofstätte. Bei Bremenhof gab es ursprünglich auch eine Kirche. 1407 bestand der Ort nur noch aus drei Gütern, 1510 gab es nur noch einen verödeten Einzelhof, der „Premenhof“ genannt wurde. Von der Kirche ist nichts erhalten geblieben. Der Hof wurde erst 1615 wieder bewirtschaftet. Dabei ist auch der „Keeß Hof“ als Zubaugut entstanden.
Gegen Ende des 18. Jahrhunderts erhielt der Bremenhof bei der Vergabe der Häusernummerierung die Nr. 23 des Ortes Winkelhaid. Das Anwesen hatte das Kastenamt Spalt des Hochstifts Eichstätt als Grundherrn. Von 1797 bis 1808 unterstand der Ort dem Justiz- und Kammeramt Windsbach.
Im Geographischen statistisch-topographischen Lexikon von Franken (1799) wird der Ort folgendermaßen beschrieben:

„Bremenhof, zwischen Obererlbach und Winkelheid, 2 Stunden westlich von Spalt, liegen im Windspacher Oberamte 3 Einödhöfe, wovon der hinterste Bremen, oder Bremenhof heißt, und zum eichstättischen Pfleg- dann Kastenamt Wernfels Spalt gehört. Unweit davon ist das Bremmenloch.“

Im Rahmen des Gemeindeedikts wurde Bremenhof dem 1808 gebildeten Steuerdistrikt Mitteleschenbach und der 1810 gegründeten Ruralgemeinde Mitteleschenbach zugeordnet.

## Einwohnerentwicklung
| Jahr      | 001818 | 001840 | 001861 | 001871 | 001885 | 001900 | 001925 | 001950 | 001961 | 001970 | 001987 | 002022 |
| Einwohner | 14     | 6      | 10     | 8      | 11     | 11     | 12     | 14     | 13     | 16     | 14     | 15     |
| Häuser    | 2      | 2      |        |        | 2      | 2      | 2      | 3      | 3      |        | 4      |        |
| Quelle    | [ 17 ] | [ 18 ] | [ 19 ] | [ 20 ] | [ 21 ] | [ 22 ] | [ 23 ] | [ 24 ] | [ 25 ] | [ 26 ] | [ 27 ] | [ 1 ]  |

## Religion
Der Ort ist römisch-katholisch geprägt und bis heute nach St. Nikolaus (Mitteleschenbach) gepfarrt. Die Einwohner evangelisch-lutherischer Konfession sind nach St. Andreas (Wassermungenau) gepfarrt.
In Erinnerung an die ehemalige Kirche in Bremenhof errichteten die Bewohner von Bremenhof und Käshof 2007 die Kapelle St. Michael.